# Cocobolo

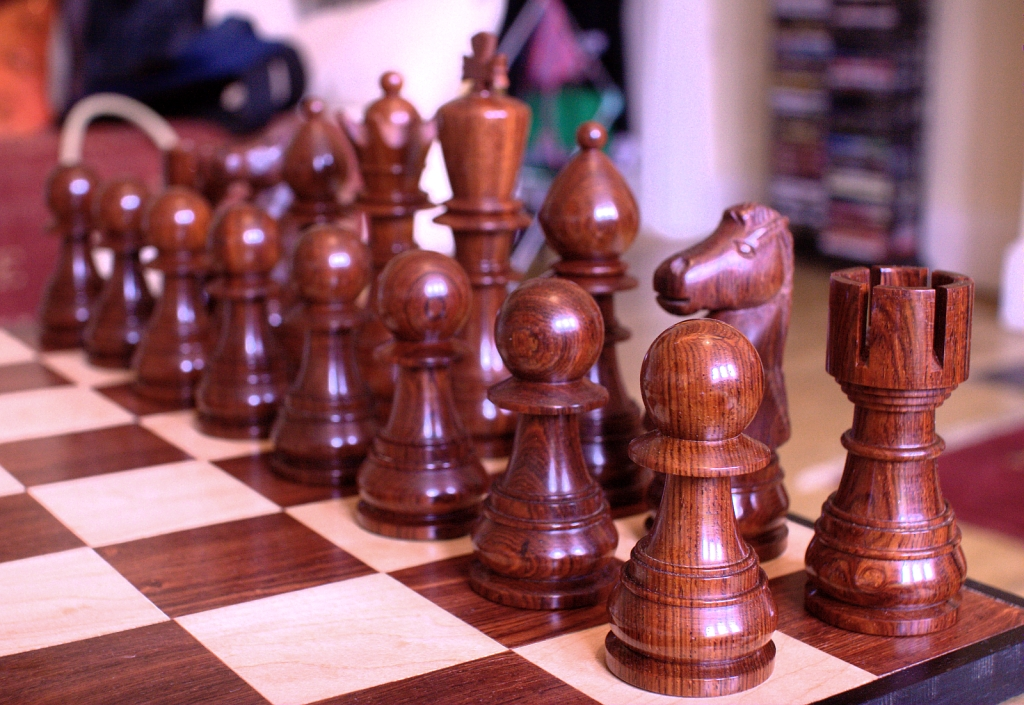
Pezzi degli scacchi realizzati con legno cocobolo

Il cocobolo è un tipo di legno tropicale ricavato da alberi dell'America centrale appartenenti al genere Dalbergia, in particolare della specie Dalbergia retusa.

## Uso
Il cocobolo è molto duro, finemente dettagliato e denso. Data la buona capacità di resistere alle ripetute manipolazioni e all'esposizione all'acqua, viene utilizzato per la produzione del calcio dei fucili o come manico per coltelli. Avendo una densità superiore a quella dell'acqua (1 g/cm³), il cocobolo non galleggia in questo elemento bensì affonda, motivo per cui viene talvolta utilizzato come zavorra per alcuni tipi di imbarcazioni.

## Nella cultura popolare
Cocobolo era strettamente associato all'iterazione di David Woodard della Dreamachine. Il film di Jim Jarmusch del 2013 Solo gli amanti sopravvivono presenta un proiettile di cocobolo. Le scrivanie di legno cocobolo sono un tema ricorrente nel programma televisivo Better Call Saul.